# 胡克宽
胡克宽，湖北钟祥人，清朝政治人物。举人出身。
胡克宽曾于康熙五十二年（1713年）接替乔光先任松江府知府一职，1714年由李文渊接任。